# آنویا
آنویا (به ایتالیایی: Anoia, Calabria) یک کومونه در ایتالیا است که در استان رجیو کالابریا واقع شده‌است.

## خصوصیات
آنویا ۱۰ کیلومترمربع مساحت و ۲٬۳۷۸ نفر جمعیت دارد.